# Hokuto Nakamura
Hokuto Nakamura (中村北斗?, Nakamura Hokuto; Nagasaki, 10 luglio 1985) è un ex calciatore giapponese, di ruolo difensore, tecnico dell'Avispa Fukuoka U-18.